# Masked Wolf
Harry Michael conocido profesionalmente como Masked Wolf, es un rapero australiano. Es conocido principalmente por su canción «Astronaut in the Ocean».

## Primeros años
En una entrevista en 2019, Masked Wolf dijo "siempre he estado interesado en la música y como joven, mi musical actual es sacada de cuando tocaba instrumentos como el piano, teclado, guitarra y tambores" y  "soy seguidor enorme del American Hip Hop". Empezó a escribir en la edad de 13.

## Carrera

### 2018–presente
Masked Wolf firmó con Teamwrk Records e hizo su debut solista en "Speed Racer" en diciembre de 2018.
En enero de 2021, firmó con la firma con base en EE. UU. Elektra Records, de Warner Music Group, en un contrato multi-álbum. Elektra representará la música de Masked Wolf en todas las regiones exceptuando Australia y Nueva Zelanda, donde el artista continuará siendo representado por Teamwork. 
En una declaración, dijo "soy tan feliz de ser parte de Elektra, estoy realmente entusiasmado de tener la oportunidad de que el mundo pueda oír mi música".

## Discografía

### Sencillos
| Título                                | Año  | Posiciones en listas | Posiciones en listas | Posiciones en listas | Posiciones en listas | Posiciones en listas | Posiciones en listas | Posiciones en listas | Posiciones en listas | Posiciones en listas | Posiciones en listas | Certificaciones |
| Título                                | Año  | AUS                  | AUT                  | CAN                  | FIN                  | GER                  | IRA                  | NI                   | SWE                  | SWI                  | Reino Unido          | Certificaciones |
| ------------------------------------- | ---- | -------------------- | -------------------- | -------------------- | -------------------- | -------------------- | -------------------- | -------------------- | -------------------- | -------------------- | -------------------- | --------------- |
| "Speed Racer"                         | 2018 | —                    | —                    | —                    | —                    | —                    | —                    | —                    | —                    | —                    | —                    |                 |
| "Vibin'"                              | 2019 | —                    | —                    | —                    | —                    | —                    | —                    | —                    | —                    | —                    | —                    |                 |
| "Numb"                                | 2019 | —                    | —                    | —                    | —                    | —                    | —                    | —                    | —                    | —                    | —                    |                 |
| "Astronaut in the Ocean"              | 2019 | —                    | —                    | —                    | —                    | —                    | —                    | —                    | —                    | —                    | —                    |                 |
| "Evil on the Inside"(with iiiConic)   | 2019 | —                    | —                    | —                    | —                    | —                    | —                    | —                    | —                    | —                    | —                    |                 |
| "Switch"                              | 2020 | —                    | —                    | —                    | —                    | —                    | —                    | —                    | —                    | —                    | —                    |                 |
| "Night Rider"                         | 2020 | —                    | —                    | —                    | —                    | —                    | —                    | —                    | —                    | —                    | —                    |                 |
| "Star"(with Yung Gwopp)               | 2020 | —                    | —                    | —                    | —                    | —                    | —                    | —                    | —                    | —                    | —                    |                 |
| "Water Walkin'"                       | 2020 | —                    | —                    | —                    | —                    | —                    | —                    | —                    | —                    | —                    | —                    |                 |
| "Astronaut in the Ocean"}}            | 2021 | —                    | 22                   | 67                   | 16                   | 21                   | 78                   | 25                   | 71                   | 55                   | 58                   |                 |
| Fallout feat. . Bring Me The Hori zon | 2022 |                      |                      |                      |                      |                      |                      |                      |                      |                      |                      |                 |
|                                       |      |                      |                      |                      |                      |                      |                      |                      |                      |                      |                      |                 |

| Título                                              | Año  |
| --------------------------------------------------- | ---- |
| "El Den"(Joel Fletcher & Restricted ft Masked Wolf) | 2020 |